# Пространная русская грамматика
«Простра́нная ру́сская грамма́тика» — пособие Николая Греча по грамматике русского языка, опубликованное в 1827 году с посвящением Николаю I. Свет увидел только первый том.
Грамматику предваряет предисловие Ф. В. Булгарина, который счёл необходимым заменить авторское предисловие, поскольку оно было обращено более к учёному сословию, в то время как сочинение Греча подлежит суду не какого-нибудь ученого ареопага, но всего русского народа, а с публикою должно говорить не так, как с учёными (Булгарин 1827: iii).
В предисловии делаются предварительные замечания по поводу содержания и структуры. Прежде всего, информация о свойствах, подразделении и происхождении частей речи находится не в начале частной этимологии, а в соответствующих главах, что позволяет представить разные грамматические свойства слов не вдруг, а в некоторой постепенности (Булгарин 1827: vii). Что касается терминологии, то в грамматике используются принятые в то время термины, а новые вводятся только там, где не было никаких (Булгарин 1827: vii).
Подчеркивается синхронный характер грамматики, которая ограничивается изложением правил нынешнего русского языка, с некоторыми историческими и сравнительными замечаниями. На первый случай, кажется, довольно изложить в порядке законы одного русского языка: историческая и сравнительная грамматика всех языков славянского племени (наподобие Немецкой грамматики Гримма) есть дело иное. Один почтенный филолог (А.Х. Востоков) в течение многих лет занимается изысканиями по сей части. Надеемся, что публика увидит со временем плоды трудов его; тогда и собственная русская грамматика поднимется на высшую степень (Булгарин 1827: vii).
Основные источники теоретических взглядов автора – Бернгарди, Сильвестр де Саси, Фатер, Рейф. 
При формулировке правил Греч ориентировался на тексты образцовых авторов, прежде всего - Ломоносова и Карамзина.
Пространная русская грамматика стала основой Практической русской грамматики, содержащей все те же правила, но не включающей прибавлений исторических и сравнительных, а также Начальных правил русской грамматики, написанной для детей и начинающих (Булгарин 1827: ix).